# エル・サラーム・マリタイム・トランスポート

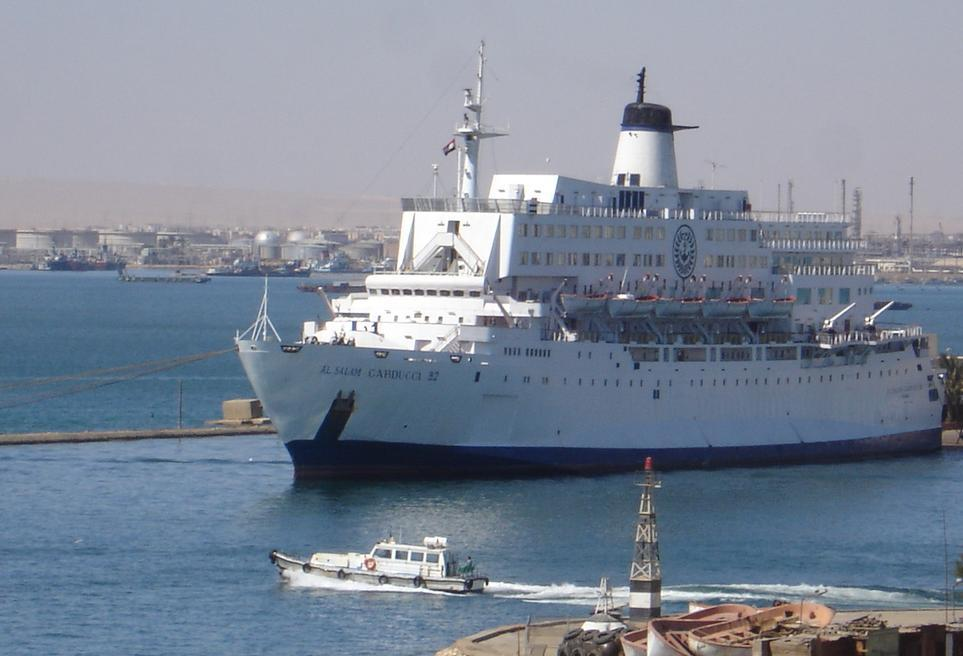
「アル・サラーム・カルドゥッチ82」、スエズにて

エル・サラーム・マリタイム・トランスポート（英語: El Salam Maritime Transport）はエジプトのフェリー運航会社。15隻の船を保有し、紅海を経由してエジプトやサウジアラビア、ヨルダンの港湾を結ぶ航路を運航する。
同社は2006年2月2日、「アル＝サラーム・ボッカチオ98」がサウジアラビアのドゥバーからエジプト南部のサファーガへ向かう途中に紅海で沈没し1000人以上が死亡した事故で注目を浴びた。